# Phasia albifrons
Phasia albifrons là một loài ruồi trong họ Tachinidae.